# 1904 en sport automobile
Chronologie du Sport automobile
1903 en sport automobile - 1904 en sport automobile - 1905 en sport automobile
Les faits marquants de l'année 1904 en Sport automobile

## Par mois

### Janvier
- 12 janvier : à Lake St. Clair, (États-Unis), Henry Ford établit un nouveau record de vitesse terrestre : 147,05 km/h.

### Mars
- 31 mars :
  - À(Automobile) : à Nice, Arthur Duray établit un nouveau record de vitesse terrestre : 142,85 km/h.
  - À(Automobile) : à Nice, Louis Rigolly établit un nouveau record de vitesse terrestre : 152,53 km/h.

### Mai
- 25 mai : à Ostende, Pierre de Caters établit un nouveau record de vitesse terrestre : 156,50 km/h.

### Juin
- 17 juin : cinquième édition de la Coupe Gordon Bennett en Allemagne. Le Français Léon Théry s’impose sur une Richard-Brasier.

### Juillet
- 21 juillet : à Ostende, Louis Rigolly établit un nouveau record de vitesse terrestre : 166,66 km/h.

### Novembre
- 13 novembre : à Ostende, Paul Baras établit un nouveau record de vitesse terrestre : 168,22 km/h.

## Naissances
- 21 juillet : Louis Meyer, pilote automobile américain, premier triple vainqueur des 500 miles d'Indianapolis, († 7 octobre 1995).
- 13 août : Marcel Contet, pilote automobile français.
- 12 septembre : Lou Moore, pilote automobile américain, devenu un directeur d'écurie, († 25 mars 1956).
- 17 octobre : Eddie Hertzberger, industriel en confection néerlandais, devenu par passion pilote automobile. († 2 mai 1993).

## Décès
- 2 juillet : Henri Béconnais, Motocyclistes également cycliste puis coureur automobile (° 7 mars 1867).